# 米易冠唇花
米易冠唇花（学名：Microtoena miyiensis）为唇形科冠唇花属下的一个种。

## 扩展阅读
- 維基物種上的相關：米易冠唇花